# New York Rangers
New York Rangers er et professionelt ishockeyhold der spiller i den bedste nordamerikanske række NHL. Klubben spiller sine hjemmekampe i Madison Square Garden i byen New York i staten New York. Klubben blev stiftet i 1926 af boksepromotoren Tex Rickard og er et af de såkaldte Original Six. Klubben vandt sin seneste Stanley Cup i 1994 anført af Mark Messier, efter at klubben ikke havde vundet trofæet i hele 54 år.

## Nuværende spillertrup
Pr. 23. februar 2009.
Målmænd
- 30  Henrik Lundqvist
- 40  Stephen Valiquette

Backer
- 4  Erik Reitz
- 5  Daniel Girardi
- 6  Wade Redden
- 18  Marc Staal
- 27  Paul Mara
- 33  Michal Rozsival
- 45  Dmitri Kalinin

Forwards
- 10  Nigel Dawes
- 13  Nikolai Zherdev
- 15  Blair Betts
- 17  Brandon Dubinsky
- 19  Scott Gomez – A
- 20  Fredrik Sjöström
- 23  Chris Drury – C
- 24  Ryan Callahan
- 25  Petr Prucha
- 28  Colton Orr
- 29  Lauri Korpikoski
- 34  Aaron Voros
- 91  Markus Näslund – A

## 'Fredede' numre
- 1 Eddie Giacomin, G, 1965-75: Nummer fredet 15. marts, 1989
- 2 Brian Leetch, D, 1987-2004: Nummer fredet 24. januar, 2008
- 3 Harry Howell, D, 1952-69: Nummer fredes 22. februar, 2009
- 7 Rod Gilbert, RW, 1961-78: Nummer fredet 14. oktober, 1979
- 9 Adam Graves, LW, 1991-2001: Nummer fredet 3. februar, 2009
- 9 Andy Bathgate, RW, 1952-64: Nummer fredes 22. februar, 2009
- 11 Mark Messier, LW/C, 1991-97 & 2000-05: Nummer fredet 12. januar, 2006
- 35 Mike Richter, G, 1989-2003: Nummer fredet 4. februar, 2004
- 99 Wayne Gretzky, C, 1996-99: Nummer fredet i hele NHL 6. februar, 2000.